# Arcivescovi di Uppsala
Questa è una lista cronologica degli Arcivescovi di Uppsala dal 1164 in poi.
| Nome                                            | In carica                                 | Nascita e morte                           | Note |  |
| Arcivescovi cattolici prima della riforma       | Arcivescovi cattolici prima della riforma | Arcivescovi cattolici prima della riforma | Arcivescovi cattolici prima della riforma |  |
| ----------------------------------------------- | ----------------------------------------- | ----------------------------------------- | --- |  |
| Stefan                                          | 1164–1185                                 | morto nel 1185                            | Primo arcivescovo svedese |  |
| Johannes                                        | 1185–1187                                 | morto nel 1187                            | |  |
| Petrus                                          | 1187–1197                                 | morto nel 1197                            | |  |
| Olof Lambatunga                                 | 1198–1206                                 | morto nel 1206                            | |  |
| Valerius                                        | 1207–1219                                 | morto nel 1219                            | |  |
| Vacante                                         | 1219–1224                                 | –                                         | |  |
| Olov Basatömer                                  | 1224–1234                                 | morto nel 1234                            | |  |
| Vacante                                         | 1234–1236                                 | –                                         | |  |
| Jarler                                          | 1236–1255                                 | morto nel 1255                            | |  |
| Laurentius                                      | 1255–1267                                 | morto nel 1267                            | |  |
| Vacante                                         | 1267–1274                                 | –                                         | |  |
| Folke Johansson Ängel                           | 1274–1277                                 | morto nel 1277                            | |  |
| Jakob Israelsson                                | 1278–1281                                 | morto nel 1281                            | |  |
| Johan Odulfsson                                 | 1281–1284                                 | morto nel 1284                            | |  |
| Magnus Bosson                                   | 1285–1289                                 | morto nel 1289                            | |  |
| Johan                                           | 1289–1291                                 | morto nel 1291                            | |  |
| Nils Allesson                                   | 1292–1305                                 | morto nel 1305                            | |  |
| Vacante                                         | 1305–1308                                 | –                                         | |  |
| Nils Kettilsson                                 | 1308–1314                                 | morto nel 1314                            | |  |
| Olaus Beronis                                   | 1315–1332                                 | morto nel 1332                            | |  |
| Petrus Filipsson                                | 1332–1341                                 | morto nel 1341                            | |  |
| Heming Nilsson                                  | 1341–1351                                 | morto nel 1351                            | |  |
| Petrus Thyrgilli                                | 1351–1366                                 | morto nel 1366                            | |  |
| Birger Gregersson                               | 1366–1383                                 | 1327–1383                                 | |  |
| Henrik Karlsson                                 | 1383–1408                                 | morto nel 1408                            | |  |
| Jöns Gerekesson                                 | 1408–1421                                 | morto nel 1433                            | |  |
| Johan Håkansson                                 | 1421–1432                                 | morto nel 1432                            | |  |
| Olaus Laurentii                                 | 1432–1438                                 | morto nel 1438                            | |  |
| Arnold                                          | 1433–1434                                 | morto nel 1434                            | Non ordinato |  |
| Nils Ragvaldsson                                | 1438–1448                                 | morto nel 1448                            | |  |
| Jöns Bengtsson Oxenstierna                      | 1448–1467                                 | 1417–1467                                 | |  |
| Tord Pedersson Bonde                            | 1468–1469                                 | morto nel 1470                            | Non ordinato |  |
| Jakob Ulvsson                                   | 1469–1515                                 | morto nel 1521                            | |  |
| Gustav Trolle                                   | 1515–1517                                 | 1488–1535                                 | Rimosso dalla carica perché sospettato di essere alleato con il re di Danimarca Cristiano II                                                                                                  |  |
| Vacante                                         | 1517–1520                                 | –                                         | |  |
| Gustav Trolle                                   | 1520–1521                                 | 1488–1535                                 | Reintegrato da Cristiano II (sotto il governo danese) e costretto all'esilio nel 1521 |  |
| Vacante                                         | 1521–1523                                 | –                                         | |  |
| Giovanni Magno                                  | 1523–1544                                 | 1488–1544                                 | Eletto nel 1523. L'elezione non fu riconosciuta da Clemente VII, che impose Gustav Trolle come Arcivescovo. Nel 1533 fu riconosciuto Arcivescovo dal Papa, ma non poté mai tornare in patria. |  |
| Olao Magno                                      | 1544–1557                                 | 1490–1557                                 | Non insediato |  |
| Arcivescovi evangelici-luterani dopo la riforma |                                           |                                           | |  |
| Laurentius Petri (Nericius)                     | 1531–1573                                 | 1499–1573                                 | |  |
| Laurentius Petri Gothus                         | 1573–1579                                 | 1529/1530–1579                            | |  |
| Vacante                                         | 1579–1583                                 | –                                         | |  |
| Andreas Laurentii Björnram                      | 1583–1591                                 | 1520–1591                                 | |  |
| Vacante                                         | 1591–1593                                 | –                                         | |  |
| Abraham Angermannus                             | 1593–1599                                 | 1540–1607                                 | |  |
| Nicolaus Olai Bothniensis                       | 1599–1600                                 | 1550–1600                                 | |  |
| Olaus Martini                                   | 1601–1609                                 | 1557–1609                                 | |  |
| Petrus Kenicius                                 | 1609–1636                                 | 1555–1636                                 | |  |
| Laurentius Paulinus Gothus                      | 1637–1646                                 | 1565–1646                                 | |  |
| Johannes Canuti Lenaeus                         | 1647–1669                                 | 1573–1669                                 | |  |
| Lars Stigzelius                                 | 1670–1676                                 | 1598–1676                                 | |  |
| Johan Baazius il giovane                        | 1677–1681                                 | 1626–1681                                 | |  |
| Olov Svebilius                                  | 1681–1700                                 | 1624–1700                                 | |  |
| Erik Benzelius il vecchio                       | 1700–1709                                 | 1632–1709                                 | |  |
| Vacante                                         | 1709–1711                                 | –                                         | |  |
| Haquin Spegel                                   | 1711–1714                                 | 1645–1714                                 | |  |
| Mattias Steuchius                               | 1714–1730                                 | 1644–1730                                 | |  |
| Johannes Steuchius                              | 1730–1742                                 | 1676–1742                                 | |  |
| Erik Benzelius il giovane                       | 1742–1743                                 | 1675–1743                                 | |  |
| Jakob Benzelius                                 | 1744–1747                                 | 1683–1747                                 | |  |
| Henrik Benzelius                                | 1747–1758                                 | 1689–1758                                 | |  |
| Samuel Troilius                                 | 1758–1764                                 | 1706–1764                                 | |  |
| Magnus Beronius                                 | 1764–1775                                 | 1692–1775                                 | |  |
| Karl Fredrik Mennander                          | 1775–1786                                 | 1712–1786                                 | |  |
| Uno von Troil                                   | 1786–1803                                 | 1746–1803                                 | |  |
| Vacante                                         | 1803–1805                                 | –                                         | |  |
| Jacob Axelsson Lindblom                         | 1805–1819                                 | 1746–1819                                 | |  |
| Carl von Rosenstein                             | 1819–1836                                 | 1766–1836                                 | |  |
| Johan Olof Wallin                               | 1837–1839                                 | 1779–1839                                 | |  |
| Carl Fredrik af Wingård                         | 1839–1851                                 | 1781–1851                                 | |  |
| Hans Olov Holmström                             | 1852–1855                                 | 1784–1855                                 | |  |
| Henrik Reuterdahl                               | 1856–1870                                 | 1795–1870                                 | |  |
| Anton Niklas Sundberg                           | 1870–1900                                 | 1818–1900                                 | |  |
| Johan August Ekman                              | 1900–1913                                 | 1845–1913                                 | |  |
| Nathan Söderblom                                | 1914–1931                                 | 1866–1931                                 | Vincitore del premio Nobel per la pace nel 1930. |  |
| Erling Eidem                                    | 1931–1950                                 | 1880–1972                                 | |  |
| Yngve Brilioth                                  | 1950–1958                                 | 1891–1959                                 | |  |
| Gunnar Hultgren                                 | 1958–1967                                 | 1902–1991                                 | |  |
| Ruben Josefson                                  | 1967–1972                                 | 1907–1972                                 | |  |
| Olof Sundby                                     | 1972–1983                                 | 1917–1996                                 | |  |
| Bertil Werkström                                | 1983–1993                                 | nato nel 1928                             | |  |
| Gunnar Weman                                    | 1993–1997                                 | nato nel 1932                             | |  |
| Karl Gustav Hammar                              | 1997–2006                                 | nato nel 1943                             | Si è dimesso per motivi personali, è stato il primo a ordinare una donna vescovo |  |
| Anders Wejryd                                   | 2006–2014                                 | nato nel 1948                             | |  |
| Antje Jackelén                                  | 2014–2022                                 | nata nel 1955                             | È stata la prima donna a rivestire la carica arcivescovile |  |
| Martin Modéus                                   | 2022-in carica                            | nato nel 1962                             | |  |